# Cupania hirsuta
Cupania hirsuta är en kinesträdsväxtart som beskrevs av Ludwig Radlkofer. Cupania hirsuta ingår i släktet Cupania och familjen kinesträdsväxter. Inga underarter finns listade i Catalogue of Life.